# Barbula hosseusii
Barbula hosseusii är en bladmossart som beskrevs av Thériot 1935. Barbula hosseusii ingår i släktet neonmossor, och familjen Pottiaceae. Inga underarter finns listade i Catalogue of Life.